# László Szabó (rokometaš, rojen 1946)
László Szabó, madžarski rokometaš, * 1. januar 1946, Csókakő.
Leta 1972 je na poletnih olimpijskih igrah v Münchnu v sestavi madžarske rokometne reprezentance osvojil osmo mesto.